# Alfa Romeo Giulia (1962)
El Alfa Romeo Giulia (Tipo 105) es un automóvil producido por el fabricante italiano Alfa Romeo que sustituyó al Alfa Romeo Giulietta. Diseñado por Giuseppe Scarnati, destacó por la preocupación en el diseño aerodinámico, obteniendo un valor CX de 0.34 difícil de conseguir en un vehículo de reducidas dimensiones con mecánica longitudinal para lo que recurrió al parabrisas panorámico y a su característico diseño en cola truncada o Kammback, presente en los Alfa Romeo posteriores hasta los años 90. El Giulia es la familia más longeva de la marca milanesa, ya que dentro del Giulia y sus derivados se incluían berlinas, varios cupés y cabrios y realizaciones especiales, así como modelos de competición. Aparte de los cupés y cabrios del Giulietta pasaron a denominarse Giulia a partir de 1962: Giulia Sprint, Giulia Spider y Giulia SS.

## Giulia Berlina
La nueva berlina Giulia se presentó a la prensa en el circuito de Monza el 27 de junio de 1962, en versión Giulia TI. El último modelo de la familia Giulia en desaparecer del catálogo de Alfa Romeo fue el Spider 2.0 (mk.4) en 1994, 32 años después de la presentación del Giulia TI.
Los automóviles estaban equipados con una gama de motores con cilindradas de 1290 a 1760 cc, produciendo 38 a 95 kW (52-129 PS) de potencia.

### Modelos
Primera serie (1962-1972)
- Giulia Ti
- Giulia Ti Super
- Giulia 1300
- Giulia Super
- Giulia 1300 Ti
- Giulia 1600 S
- Giulia Super 1300

Segunda serie (1972-1978)
- Giulia Super 1.3 and Giulia Super 1.6
- Nuova Super 1.3 and Nuova Super 1.6:
- Nuova Super Diesel

|  |  |  |

## Alfa Romeo Giulia GT

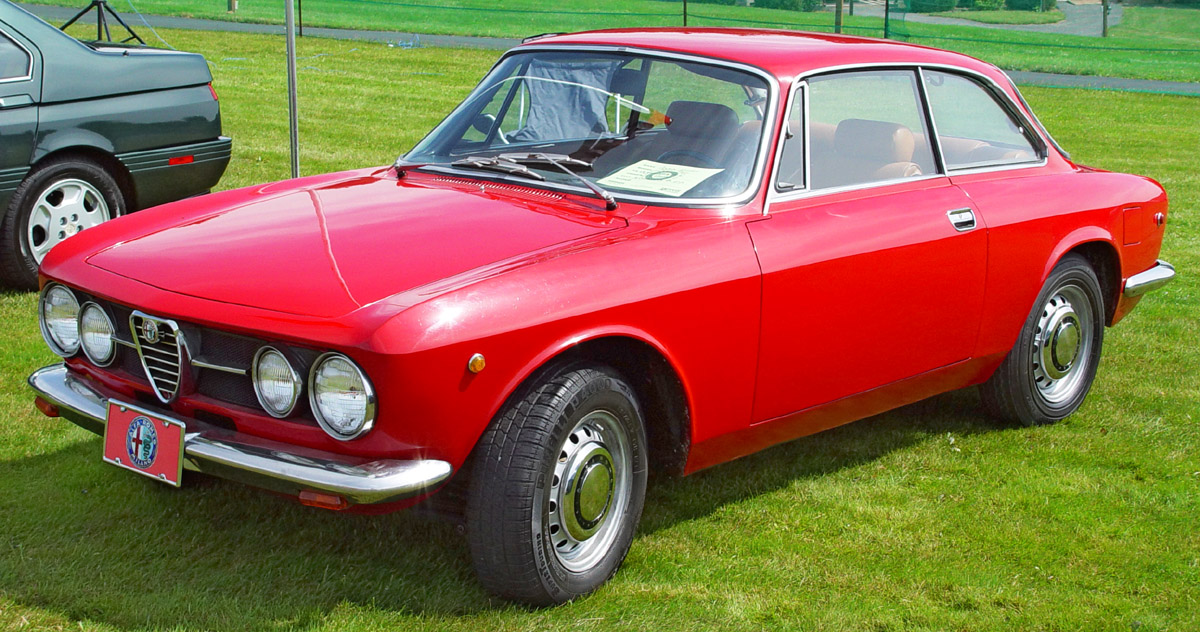
Alfa Romeo 1750 GT Veloce (2ª Serie)

El Alfa Romeo Giulia GT (Tipo 105) fue una versión coupé correspondiente a la versión berlina del Alfa Romeo Giulia. Este coche también se llamó Giulia Sprint GT; «Sprint» en lengua Alfa Romeo es sinónimo cupé. En 1967, el Giulia Sprint dio paso a la nueva versión, rebautizado GT Veloce (sin el nombre de Giulia). La producción comenzó en 1963 en la recién inaugurada planta de Alfa Arese, finalizó en 1976.
La carrocería, diseñada por Giorgetto Giugiaro en nombre de Bertone, consto con una distancia entre ejes más corta de 251 cm a 235 cm de la Giulia Berlina. La cupé sustituyó al Giulietta Sprint, a partir del cual mantiene sin cambios la colocación frontal clásico del motor y la transmisión y tracción trasera.   
El diseño fue un coupé deportivo elegante y con estilo 2+2.  Una curiosa característica de la parte delantera es la ranura entre el capó y la parrilla de todas las versiones producidas hasta 1968 y parte de los producidos hasta 1971, se debió a un cambio de última hora después de la validación del proyecto final en el lanzamiento de la producción del coche. Este iba a ser originalmente una toma de aire que fue probado inútil.
Los automóviles estaban equipados con una gama de motores con desplazamiento de 1290 a 1962 cc, produciendo 87-160 PS (64 a 118 kW) de potencia.

### Giulia Sprint GTC (1964–1966)

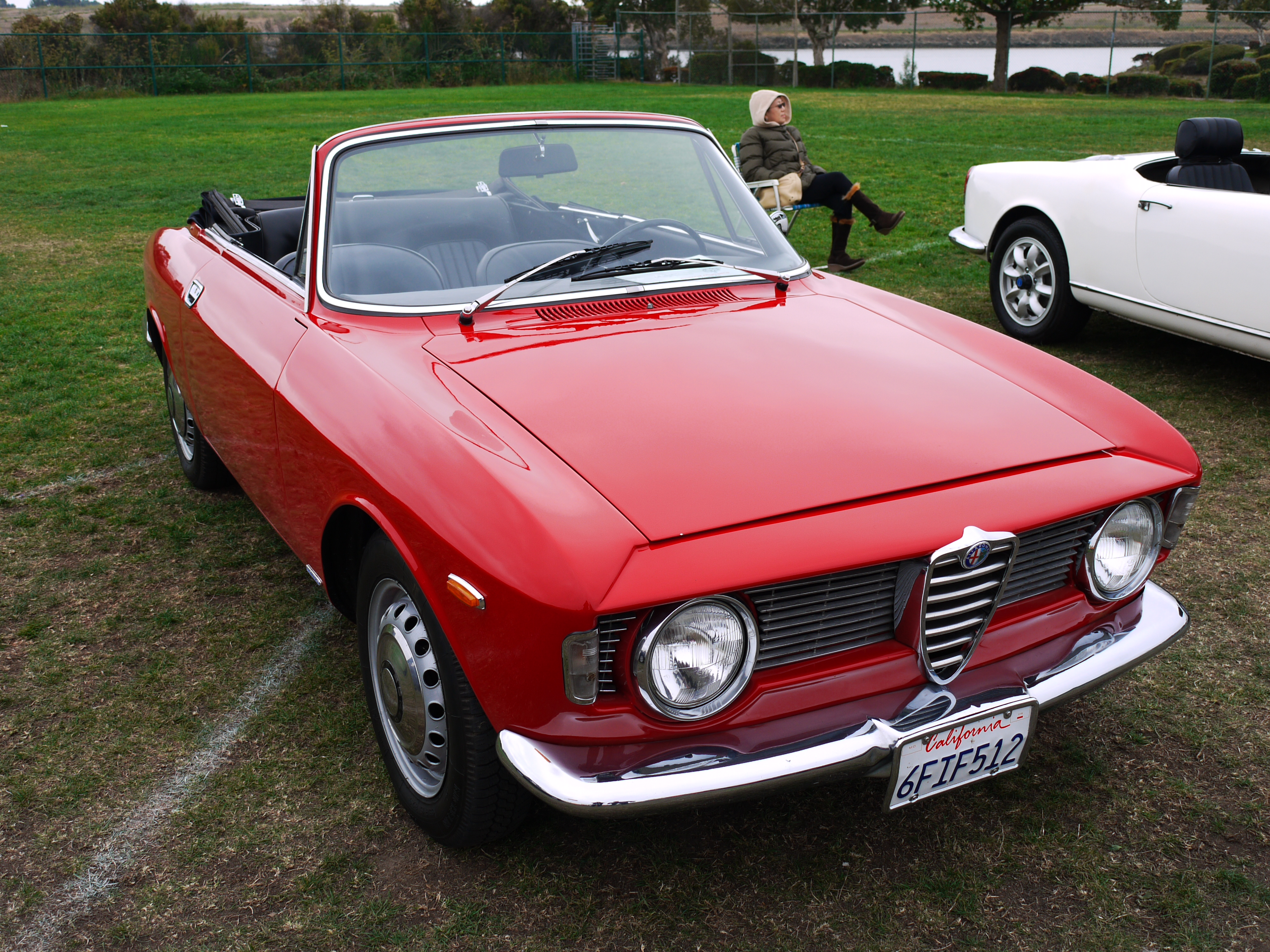
Alfa Romeo GTC cabrio

El Giulia Sprint GTC era una versión cabriolé producida en números muy limitados haciéndolos raros hoy en día con una producción total de 1000 en versiones con volante a la derecha e izquierda. Sólo 99 fueron hechos para el mercado británico y sudafricano.  El coche se basa en la coupé Giulia Sprint GT, con la modificación a descapotable realizado por Carrozzeria Touring de Milán. Además de la parte superior convertible, una característica distintiva es el tablero acabado en negro en lugar del gris texturizado. El modelo fue engalanado con una lectura cursiva «Giulia Sprint GTC» en la tapa del maletero.
Para restaurar algo de la rigidez carrocería perdido quitando el techo fijo y los parantes, Carrozzeria Touring le añade refuerzo a varias áreas de la carrocería. A través de la ciclo de producción del modelo, varias modificaciones en el reforzamiento fueron hechas por Touring, aparentemente en un esfuerzo para mejorar la rigidez de la estructura.
Carrozzeria Touring estaba en problemas financieros cuando el Giulia Spring GTC entró en producción. La compañía quebró poco después de la producción de este modelo finalizó.

### Modelos
Los modelos se basas en varias series, estas se pueden clasificar en: 
- Giulia Sprint GT (1963-1968)
- Giulia Sprint GTC Cabrio (1965-1966)
- Giulia GTA (1965-1975)
- Giulia GT Junior (1966-1976)
- GT Veloce (GTV) (1967-1976)

## Modelos derivados
| Modelo                           | Año de aparición | carrocería | cilindradra | potencia |
| Giulia TI                        | 1962             | berlina    | 1570cc.     | 92CV.    |
| Giulia Sprint (Giulietta)        | 1962             | coupé      | 1570cc.     | 92CV.    |
| Giulia Spider (Giulietta)        | 1962             | cabrio     | 1570cc.     | 92CV.    |
| Giulia SS (Giulietta)            | 1963             | coupé      | 1570cc.     | 112CV.   |
| Giulia TI Super                  | 1963             | berlina    | 1570cc.     | 112CV.   |
| Giulia Sprint GT Bertone         | 1963             | coupé      | 1570cc.     | 106CV.   |
| 1300 Sprint (Giulietta)          | 1963             | coupé      | 1290cc.     | 80CV.    |
| Giulia TZ (Tubolare Zagato)      | 1963             | coupé      | 1570cc.     | 112CV.   |
| Giulia 1300                      | 1964             | berlina    | 1290cc.     | 80CV.    |
| Giulia Spider Veloce (Giulietta) | 1964             | cabrio     | 1570cc.     | 112CV.   |
| Giulia GTC                       | 1964             | cabrio     | 1570cc.     | 106CV.   |
| Giulia Sprint GTA                | 1965             | coupé      | 1570cc.     | 115CV.   |
| Giulia Super                     | 1965             | berlina    | 1570cc.     | 98CV.    |
| Giulia 1300 TI                   | 1965             | berlina    | 1290cc.     | 82CV.    |
| Spider 4R Zagato                 | 1965             | cabrio     | 1570cc.     | 92CV.    |
| Giulia TZ2                       | 1965             | coupé      | 1570cc.     | 170CV.   |
| 1600 Spider (Duetto)             | 1966             | cabrio     | 1570cc.     | 109CV.   |
| GT 1300 Junior                   | 1966             | coupé      | 1290cc.     | 89CV.    |
| 1750 GT Veloce                   | 1967             | coupé      | 1779cc.     | 118CV.   |
| 1750 Spider Veloce               | 1967             | cabrio     | 1779cc.     | 118CV.   |
| 1750 Berlina                     | 1968             | berlina    | 1779cc.     | 118CV.   |
| Spider 1300 Junior               | 1968             | cabrio     | 1290cc.     | 89CV.    |
| GTA 1300 Junior                  | 1968             | coupé      | 1290cc.     | 96CV.    |
| Junior Zagato                    | 1970             | coupé      | 1290cc.     | 89CV.    |
| 2000 Berlina                     | 1971             | berlina    | 1962cc.     | 132CV.   |
| 2000 GTV                         | 1971             | coupé      | 1962cc.     | 132CV.   |
| 2000 Spider                      | 1971             | cabrio     | 1962cc.     | 132CV.   |
| GT 1600 Junior                   | 1972             | coupé      | 1570cc.     | 109CV.   |
| Spider 1600 Junior               | 1972             | cabrio     | 1570cc.     | 109CV.   |
| Nuova Giulia Super 1.6           | 1974             | berlina    | 1570cc.     | 102CV.   |
| Nuova Giulia Super 1.3           | 1974             | berlina    | 1290cc.     | 89CV.    |
| Nuova Giulia Super Diesel        | 1976             | berlina    | 1760cc.     | 52CV.    |
| Spider Veloce 1600               | 1980             | cabrio     | 1570cc.     | 102CV.   |
| 2000 Spider Veloce               | 1983             | cabrio     | 1962cc.     | 128CV.   |
| Spider 2.0 Quadrifoglio Verde    | 1986             | cabrio     | 1962cc.     | 128CV.   |
| Spider 2.0                       | 1991             | cabrio     | 1962cc.     | 120CV.   |